# 列日站
列日站（法語：Liège）是巴黎地鐵的一個車站。列日站位於巴黎八區和巴黎九區的交界處，是巴黎地鐵13號線的車站。列日站曾是北南公司B線的車站，開通於1911年2月26日。1914年8月1日一戰爆發之後列日站一度關閉，在同年12月1日再次開放，並改名為列日站，紀念列日戰役。1931年3月27日，列日站改為巴黎地鐵13號線的車站。二戰期間列日站再次被關閉，直到1968年才重新開放。

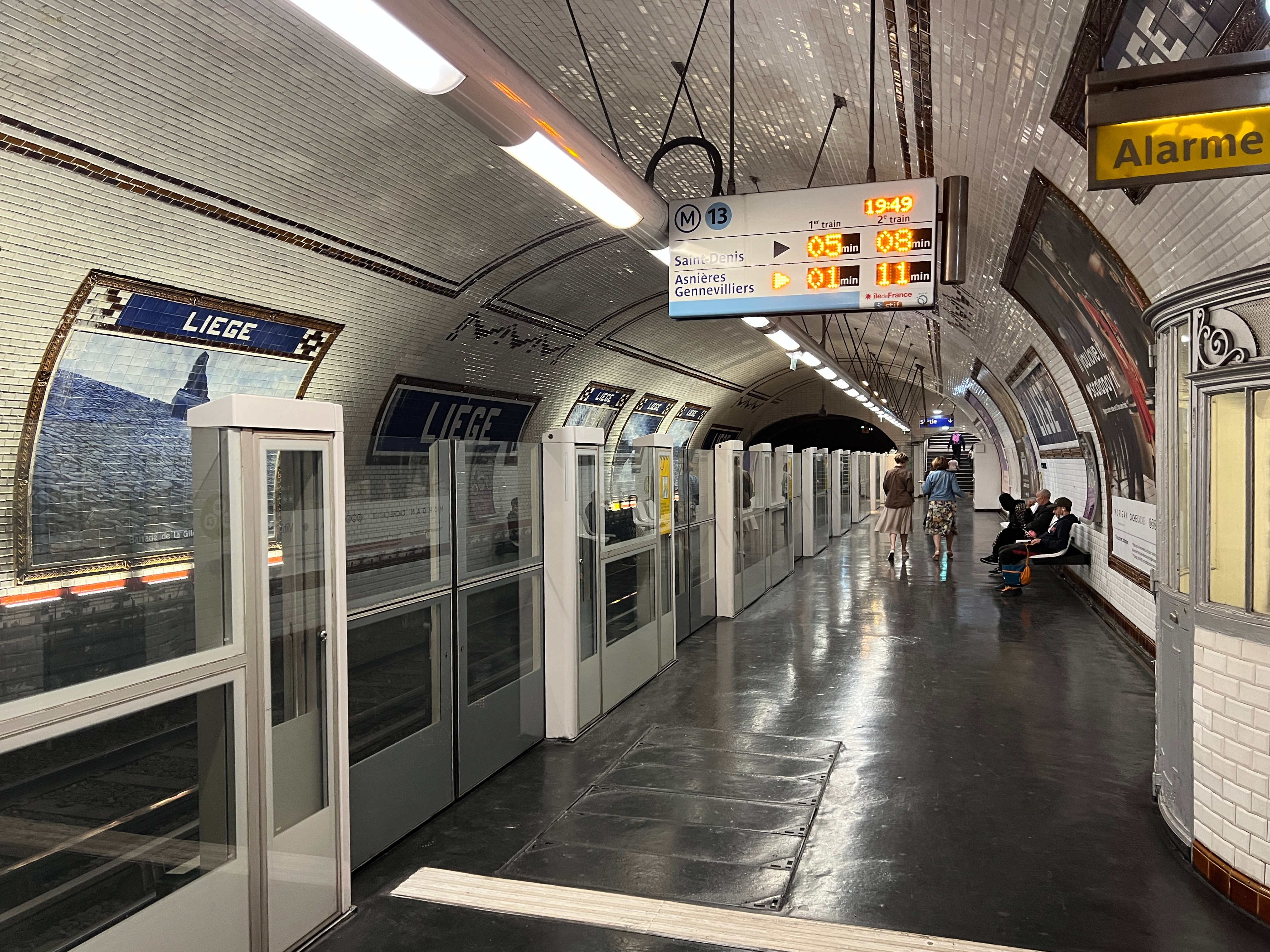
月台（2022年7月）

## 車站結構
| G  | 地面層             | 出入口                                |
| B1 | 側式月台，右側開門 | 側式月台，右側開門                    |
| B1 | 北行               | 往莱库尔蒂耶/聖但尼大學（克利希廣場） |
| B1 | 南行               | 往沙蒂永-蒙魯日（聖拉扎爾）           |
| B1 | 側式月台，右側開門 |                                       |

注意：兩個月台不是於正對面。